# Adolf Fredriks församling
Adolf Fredriks församling är en församling som utgör ett eget pastorat i Domkyrkokontraktet i Stockholms stift i Svenska kyrkan. Församlingen ligger i Stockholms kommun i Stockholms län.
Församlingen ligger i Stockholms innerstad på Norrmalm och i Vasastan, och begränsas av Kungstensgatan, Dalagatan, Tegnérgatan, Klara sjö, Olof Palmes gata, Tunnelgatan och Döbelnsgatan.

## Administrativ historik
Församlingen bildades 1675 under namnet Sankt Olofs församling genom en utbrytning ur Klara församling och införlivning av Kungsbacksförsamlingen. Namnet ändrades 1 maj 1775 till det nuvarande. 1 augusti 1752 utbröts Sabbatsbergs fattighus församling som återuppgick 1 juli 1888. 3 mars 1786 införlivades Barnhusförsamlingen. 1889 införlivades Borgerskapets änkhus församling samt Straff- och arbetsfängelset å Norrmalm församling. 1 maj 1906 utbröts Gustav Vasa och S:t Matteus församlingar.
Församlingen ingick till 1 maj 1775 i Klara pastorat för att därefter utgöra ett eget pastorat.

## Areal
Adolf Fredriks församling omfattade den 1 januari 1976 en areal av 0,5 kvadratkilometer, varav 0,5 kvadratkilometer land.

## Kyrkobyggnader
- Adolf Fredriks kyrka

### Församlingshem
Adolf Fredriks församlingshem ligger på Kammakargatan 30. Byggnaden uppfördes 1908-1910 enligt ritningar av Hagström & Ekman.

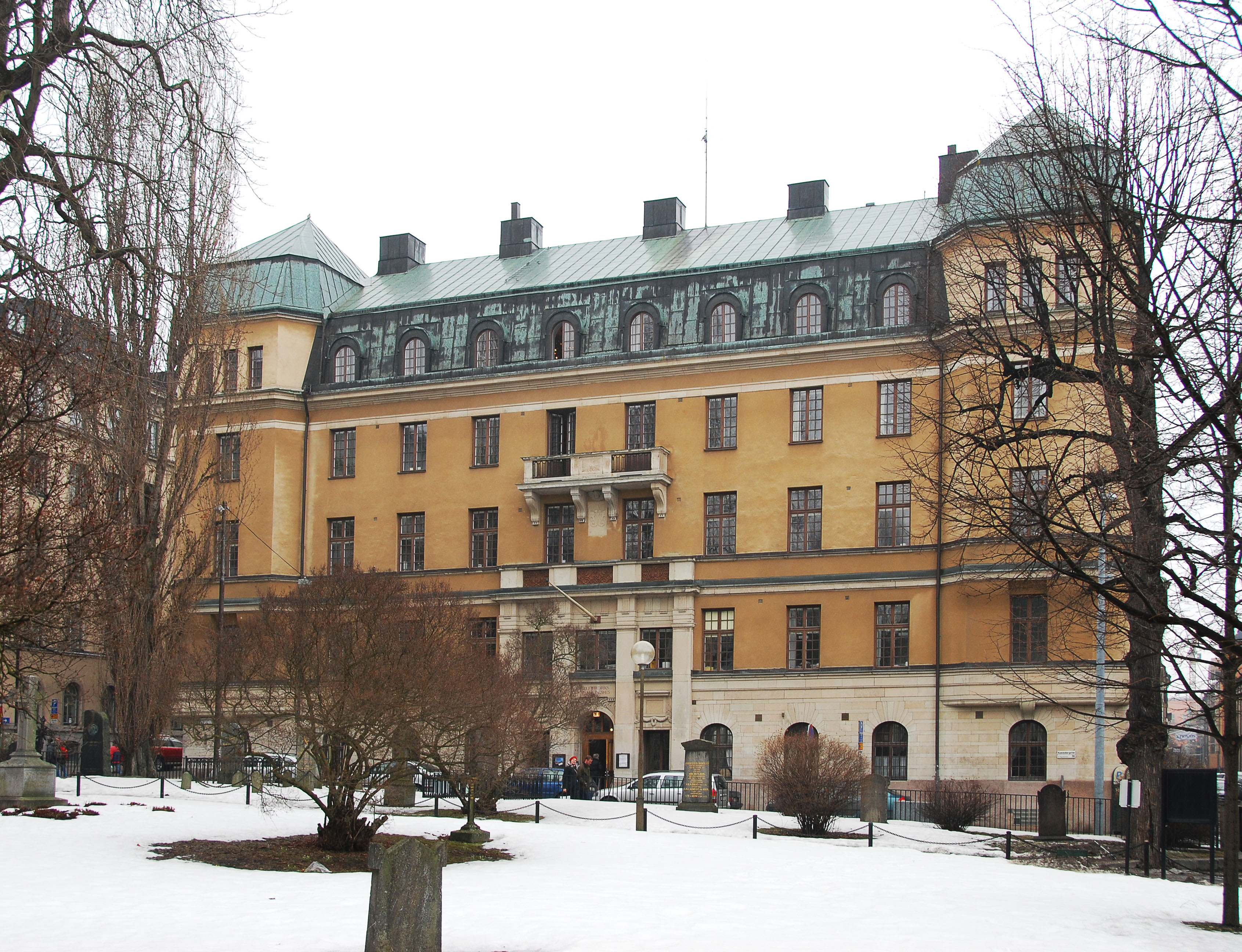
Adolf Fredriks församlingshem.

## Präster

### Kyrkoherdar
| Ämbetstid | Namn                    | Levnadstid | Övrigt                                      |
| --------- | ----------------------- | ---------- | ------------------------------------------- |
| 1775–1789 | Johan Gustaf Flodin     | 1741–1808  | Senare kyrkoherde i S:t Nikolai församling. |
| 1786      | Pehr Olofsson Fredell   | 1754–1788  | Utnämndes 1786 och avled för tillträdandet. |
| 1789–1813 | Per Samuel Drysén       | 1760–1818  | Senare kyrkoherde i S:t Nikolai församling. |
| 1813–1818 | Johan Olof Wallin       | 1779–1839  | Senare kyrkoherde i S:t Nikolai församling. |
| 1818–1824 | Erland Colliander       | 1760–1824  |                                             |
| 1825–1838 | Lars Christian Tunelius | 1785–1848  | Senare kyrkoherde i Sala församling.        |
| 1838–1870 | Nils Johan Ekdahl       | 1799–1870  |                                             |
| 1871–1895 | Albert Staaff           | 1821–1895  |                                             |
| 1897–1908 | Elis Heüman             | 1859–1908  |                                             |
| 1910–1927 | Carl Rudolf Hasselrot   | 1855–1927  |                                             |
| 1929–1937 | Anders Hagardt          | 1873–1937  |                                             |
| 1938–1948 | Tord Ström              | 1878–1955  |                                             |
| 1949–1955 | Dag Tollin              | 1906–1984  |                                             |
| 1963–1970 | Karl Bernhard Öster     | 1911–1995  |                                             |
| 1980–1984 | Ingvar Orebäck          | 1928–2006  |                                             |
| 2018–     | Annika Millde           | 1967–      |                                             |

### Förste komministrar
| Ämbetstid | Namn                     | Levnadstid | Övrigt                                         |
| --------- | ------------------------ | ---------- | ---------------------------------------------- |
| 1674–1689 | Petrus Andreæ Muur       | –1689      |                                                |
| 1691–1718 | Nicolaus Petri Tjällman  | 1652–1718  |                                                |
| 1720–1759 | Petrus Rudberg           | 1680–1759  |                                                |
| 1761–1764 | Jonas Warolin            | 1720–1764  |                                                |
| 1765–1775 | Nils Olin                | 1723–1806  | Senare kyrkoherde i Väsby församling.          |
| 1775–1783 | Jonas Raphael Rothstein  | 1744–1820  | Senare kyrkoherde i Billinge församling.       |
| 1783–1795 | Johan Eric Unge          | 1759–1795  |                                                |
| 1798–1801 | Sven Johan Almqvist      | 1769–1843  | Senare kyrkoherde i Gränna församling.         |
| 1801–1809 | Johan Fredrik Hvalström  | 1766–1842  | Senare kyrkoherde i Ulricehamn.                |
| 1809–1820 | Mathias Rudolph Norelius | 1773–1826  | Senare kyrkoherde i Arbrå församling.          |
| 1820–1827 | Nathanael Wallin         | 1787–1870  | Senare kyrkoherde i Västra Tunhems församling. |
| 1827–1839 | Johan Biljer             | 1790–1841  | Senare kyrkoherde i Hjälstads församling.      |
| 1839–1850 | Lars Wilhelm Löhman      | 1803–1869  | Senare kyrkoherde i Spånga församling.         |
| 1850–1858 | Gustaf Janzon            | 1813–1877  | Senare kyrkoherde Gillberga församling.        |
| 1858–1883 | Carl Erik Höök           | 1821–1883  |                                                |
| 1886–1919 | Jöns Persson Vicander    | 1834–1919  |                                                |
| 1919–1947 | Karl Erik Wallstersson   | 1872–      |                                                |

### Andre komministrar
| Ämbetstid | Namn                    | Levnadstid | Övrigt                          |
| --------- | ----------------------- | ---------- | ------------------------------- |
| 1876–1886 | Jöns Persson Vicander   | 1834–1919  |                                 |
| 1886–1893 | Edvard Evers            | 1853–1919  | Senare kyrkoherde i Norrköping. |
| 1894–1906 | Gustaf Edvard Ring      |            |                                 |
| 1906–1925 | -                       | -          | Indragen.                       |
| 1925–1939 | Ernst Gustaf Wolfbrandt | 1869–1945  |                                 |

## Organister
Lista över organister.
| Verksam   | Namn                  | Levnadstid | Övrigt                 |
| --------- | --------------------- | ---------- | ---------------------- |
| 1692-1703 | Nils Larsson Breman   | -1703      | Organist               |
| 1705      | Nils Lind             |            |                        |
| 1740      | Isaac Biörck          |            | Organist               |
| 1755      | Carl Dijkman          | -1771      | Organist               |
| 1760      | Johan Gottfried Jäger | 1741-1822  | Organist och musikant. |
| 1783-1815 | Daniel Baijard        |            | Organist               |
| 1815-1818 | Peter Askergren       | 1767-1818  | Organist               |
| 1818-1854 | Carl Gustaf Carlsson  | 1774-1854  | Organist               |
| 1898-1901 | A. A. Holtz           |            | Organist               |
| 1914-1949 | Gustaf Nordqvist      | 1886-1949  | Organist.              |
| 1954–1962 | Folke Brundin         | 1908–1962  | Organist               |
| 1963–1964 | Eskil Burman          | 1928-2004  | Organist.              |
| 1962–1999 | Anders Öhrwall        | 1932–2012  | Organist.              |

## Körer
Adolf Fredriks vokalensemble är en av församlingens körer, liksom Adolf Fredriks ungdomskör.